# Ким Ён А
Ким Ён А (кор. 김연아?, 金姸兒?, по Концевичу — Ким Ёна, встречаются варианты Ким Ю На и Юна Ким; 5 сентября 1990 года, Пучхон, Республика Корея) — южнокорейская фигуристка, выступавшая в одиночном катании. Олимпийская чемпионка (2010), серебряный призёр Олимпийских игр 2014 года, двукратная чемпионка мира (2009, 2013), чемпионка четырёх континентов (2009), трёхкратная победительница финалов Гран-при (2006, 2007, 2009), чемпионка мира среди юниоров (2006) и шестикратная чемпионка Республики Корея (2002—2005, 2013, 2014).
Первая представительница Республики Корея, добившаяся успехов в фигурном катании на международной арене, а также первая фигуристка, обладавшая всеми наивысшими титулами: она выиграла золотую медаль Олимпийских игр (2010), чемпионат мира, чемпионат четырёх континентов и финал Гран-при. Фигуристка била мировые рекорды 11 раз, 8 из которых она сама же и установила. В знак признания её выдающихся достижений различные СМИ по всему миру часто называют её «Королева Ён А» (англ. Queen Yuna). В настоящее время самая привилегированная спортсменка и медиа-фигура в Республике Корея.
На всех соревнованиях в своей карьере она всегда оказывалась на пьедестале почёта.

## Семья
Родилась в 1990 году в Пучхоне. Когда ей было шесть лет, семья переехала в город Кунпхо. В настоящее время она живёт в Сеуле, Республика Корея.
В 2008 году Ким Ён А, как и её мать, приняла крещение и перешла в католическую веру, взяв христианское имя Стелла. В 2009 году она поступила в Университет Корё, где занялась изучением физической культуры.
Правильная транскрипция её имени с корейского на латиницу выглядит так: Gim Yeona или Gim Yeon-a. Однако, когда она получала заграничный паспорт, то решила написать своё имя как Yun-a, но из-за ошибки при оформлении получилось Yu-na. На хангыле «Yu-na» пишется как «유나», а не «연아». С сезона 2010—2011 её зарегистрированное имя на профиле ИСУ — Yuna Kim.

## Карьера

### Начало
Начала кататься на коньках в семь лет. Её тогдашний тренер Рю Джонхён убедил маму Ким, что девочке необходимо продолжать заниматься фигурным катанием, и предрёк, что в будущем она может стать спортсменкой мирового уровня.
В 2002 году выступила на своём первом международном турнире — «Triglav Trophy», где завоевала золотую медаль в детском разряде. В 2003 году, в возрасте двенадцати лет, она выиграла «взрослый» чемпионат Республики Корея, став самой юной чемпионкой в истории своей страны. Затем она выиграла в детском разряде другой международный турнир — «Золотой медведь Загреба». В 2004 году Ким продолжила удачные выступления, повторно победив на национальном первенстве.

### Среди юниоров

#### Сезон 2004—2005
В том сезоне Ким Ён А выступала в юниорской серии Гран-при. Она выиграла серебряную медаль на этапе в Китае и золотую в Венгрии. В финале она набрала 137,75 баллов и также выиграла серебряную медаль.
В третий раз подряд защитив свой национальный титул, Ён А попала на чемпионат мира среди юниоров. Там она набрала 158,93 баллов и завоевала «серебро», впервые в своей карьере выполнив каскад из двух тройных прыжков в произвольной программе.

#### Сезон 2005—2006
Ким Ён А должна была попасть на Олимпиаду, так как Республика Корея получила место на итоговом квалификационном соревновании — «Мемориале Карла Шефера», но она была ещё недостаточно взрослой.
Вместо этого, она выступила в юниорской серии Гран-при, выиграв оба своих этапа в Болгарии и Словакии. Затем Ён А победила и в финале, на 28,34 опередив ставшую второй Аки Саваду. В произвольной программе она выполнила семь тройных прыжков, включая каскады «тройной флип — тройной тулуп» и «двойной аксель — тройной тулуп».
Завоевав свой четвёртый национальный титул, она победила и на чемпионате мира среди юниоров, где набрала 177,54 баллов и на 24,19 опередила Мао Асаду, занявшую второе место.

### Среди взрослых

#### Сезон 2006—2007
В ходе подготовки к своему первому сезону среди взрослых летом 2006 года Ким Ён А много тренировалась в торонтском клубе крикета, фигурного катания и кёрлинга (Toronto Cricket, Skating and Curling Club).
Её взрослый международный дебют состоялся на турнире «Skate Canada», где она выиграла бронзовую медаль, заняв первое место в короткой программе и четвёртое в произвольной и набрав в сумме 168,48 баллов.
На турнире «Trophée Eric Bompard» Ён А заняла первые места в обеих программах, набрав 65,22 баллов в короткой и 119,32 в произвольной. В сумме она набрала 184,54 балла и выиграла, на 10,10 опередив ставшую второй Мики Андо. Благодаря этим успехам, Ким впервые попала во взрослый финал Гран-при.
Финал Гран-при проходил в Санкт-Петербурге. Ён А заняла третье место в короткой программе, набрав 65,06 баллов, и первое в произвольной со 119,14 баллами. Она выиграла, набрав 184,20 баллов и опередив Мао Асаду, завоевавшую «серебро», на 11,68 баллов.
Из-за травмы Ким была вынуждена пропустить национальное первенство и не смогла отстоять свой титул. В январе ей поставили диагноз — поясничная межпозвоночная грыжа.
Благодаря успехам в ходе сезона, Ким попала на чемпионат мира. Из-за того, что Чхве Джиын (Choi Ji-Eun) заняла в предыдущем году двадцатое место, Республика Корея имела право выставить только одну спортсменку. Ён А выиграла короткую программу, набрав 71,95 балл и установив новый мировой рекорд. В произвольной программе она заняла четвёртое место, набрав 114,19 баллов, и с суммой 168,14 завоевала бронзовую медаль, уступив японкам Мики Андо и Мао Асаде. Её достижение обеспечило Корее два места на следующем чемпионате мира. Ким была единственной фигуристкой в том сезоне, чьи каскады из двух тройных прыжков были высоко оценены судьями в обеих программах.
В марте 2007 года новым тренером Ким Ён А стал Брайан Орсер. Согласившись с его требованиями, Ён А переехала жить в Торонто.

#### Сезон 2007—2008
Ким начала сезон с победы на турнире «Cup of China», где набрала 180,68 баллов, на 24,34 опередив серебряного призёра Кэролайн Чжан. В короткой программе она выполнила: каскад «тройной флип — одинарный тулуп», тройной лутц и двойной аксель и занимала третье место. На следующий день Ён А набрала 122,36 балла и победила в произвольной программе, выполнив: каскад «тройной флип — тройной тулуп», тройной риттбергер, каскады «тройной лутц — двойной тулуп» и «двойной аксель — тройной тулуп», одинарный лутц, тройной сальхов, двойной аксель и три спирали четвёртого уровня сложности.
На своём втором этапе Гран-при, «Cup of Russia», Ким Ён А выиграла и короткую, и произвольную программы, с 63,50 и 133,70 баллами, соответственно. В сумме она набрала 197,20 баллов, на 24,43 опередив серебряную медалистку Юкари Накано и установив новый мировой рекорд в оценке за произвольную программу по новой судейской системе ИСУ. Ён А выполнила: каскад «тройной флип — тройной тулуп», тройной риттбергер, каскады «тройной лутц — двойной тулуп» и «двойной аксель — тройной тулуп», тройной лутц, тройной сальхов и двойной аксель.
В финале Гран-при, проходившем в Турине, Ким Ён А выиграла короткую программу с 64,62 баллами и заняла второе место в произвольной с оценкой 132,21. Набрав в сумме 196,83 балла, она второй раз в своей карьере выиграла финал Гран-при.
Не выступала на национальном первенстве и за неделю до начала чемпионата четырёх континентов снялась с него из-за травмы бедра.
Не вылечив бедро и испытывая боли в спине, тем не менее, выступила на чемпионате мира, проходившем в Гётеборге. Была пятой после короткой программы, в которой набрала 59,85 баллов, но затем воспряла в произвольной, победив с оценкой 123,38. В сумме набрала 183,23 балла и выиграла вторую подряд бронзовую медаль мирового первенства.

#### Сезон 2008—2009
На турнире «Skate America» набрала 69,50 баллов в короткой программе и лидировала с отрывом в 11,70, несмотря на сложности с выполнением двойного акселя. Выиграла и произвольную, набрав 123,95. С общей суммой 193,45 балла Ким Ён А победила на этих соревнованиях, более, чем на 20 баллов, опередив ставшую второй Юкари Накано из Японии.
Её успех продолжился на следующем этапе Гран-при, «Cup of China», где Ён А набрала 63,64 балла в короткой программе и 128,11 в произвольной, заняв в обеих первое место. В сумме она набрала 191,75 балл, примерно на 21 опередив японку Мики Андо.
Финал Гран-при того сезона проходил в Кояне. Ким Ён А стала первой в короткой программе, набрав 65,94 баллов, и второй в произвольной с оценкой 120,41. С общей суммой 186,35 она заняла итоговое второе место, отстав от Мао Асады на 2,20 балла.
На чемпионате четырёх континентов, проходившем в Ванкувере, Ён А безупречно исполнила короткую программу и, получив 72,24 балла, установила новый мировой рекорд. Набрав 116,83 баллов в произвольной программе, она сохранила лидерство и победила в чемпионате с общей суммой 189,03.
На чемпионате мира, проходившем в Лос-Анджелесе, Ким Ён А установила новый мировой рекорд в короткой программе, набрав 76,12 баллов, и превзошла своё предыдущее достижение почти на 4 балла. Она выполнила: каскад «тройной флип — тройной тулуп», тройной лутц и двойной аксель, а также получила четвёртый уровень за все свои спирали и вращения. В произвольной программе благодаря своему артистизму и музыкальности Ён А замечательно выступила и победила, набрав 131,59 балл. Она снова выполнила каскад «тройной флип — тройной тулуп», а также двойной аксель, каскады «тройной лутц — двойной тулуп — двойной риттбергер» и «двойной аксель — тройной тулуп», тройной лутц и двойной аксель. В результате Ким Ён А установила ещё один мировой рекорд, набрав 207,71 баллов, и, завоевав свой первый титул чемпионки мира, стала первой одиночницей, набравшей более 200 по новой судейской системе ИСУ. Её преимущество над серебряной медалисткой Джоанни Рошетт составило 16,42 балла. Ким оказалась единственной участницей чемпионата, получившей восьмерки за компоненты в обеих программах. Также она была единственной фигуристкой, чьи каскады из двух тройных прыжков судьи признавали безупречными на протяжении всего сезона.

#### Сезон 2009—2010
В том сезоне Ким Ён А выступала на двух этапах серии Гран-при: «Trophée Eric Bompard» и «Skate America».
На первом из них она лидировала после короткой программы, набрав 76,08 баллов и на 16,44 опережая Юкари Накано. Ким успешно выполнила каскад «тройной лутц — тройной тулуп», а также тройной флип и двойной аксель. Её последовательность спиралей и все три вращения были оценены на четвёртый уровень сложности. Начав с каскада «тройной лутц — тройной тулуп» и в дальнейшем показав выдающиеся артистические способности, Ён А выиграла произвольную программу, набрав 133,95 балла. Ещё она выполнила каскады «двойной аксель — двойной тулуп — двойной риттбергер» и «двойной аксель — тройной тулуп», а также тройной сальхов, тройной лутц и двойной сальхов. Ким выиграла турнир с 210,03 баллами, на 36,04 опередив серебряного призёра Мао Асаду и установив новые мировые рекорды в произвольной программе и в общей сумме баллов.
На следующем турнире, проходившем в США, Ким Ён А занимала первое место после короткой программы, набрав 76,28 баллов, что было на 17,48 больше, чем у её ближайшей преследовательницы Рэйчел Флатт. Она получила +2,20 за уровень исполнения (GOE) каскада «тройной лутц — тройной тулуп», что является наивысшим достижением в женском фигурном катании. Из-за ошибок в выполнении прыжков Ким заняла второе место в произвольной программе с оценкой 111,70 баллов. Несмотря на то, что это была одна из самых низких оценок в её карьере, Ён А выиграла, набрав 187,98 баллов и на 13,07 опередив Рэйчел Флатт, ставшую второй. На том соревновании она установила очередной рекорд в оценке за короткую программу по новой судейской системе ИСУ.
Победы на обоих этапах позволили Ким выступить в финале Гран-при, проходившем в Токио в декабре 2009 года. В короткой программе она заняла второе место, набрав 65,64 баллов и на 0,56 уступив Мики Андо. На следующий день выиграла произвольную программу с оценкой 123,22 балла. В результате, она в третий раз в своей карьере победила на финале Гран-при, набрав 188,86 баллов.
В феврале 2010 года Ким Ён А принимала участие в зимних Олимпийских играх, где выиграла золотую медаль.
В марте 2010 года Ким Ён А приняла участие в чемпионате мира, проходившему в Турине. Она говорила, что ей трудно было найти мотивацию для участия в этих соревнованиях после победы на Олимпийских играх. Заняла седьмое место в короткой программе, набрав 60,30 баллов. Она начала с каскада «тройной лутц — тройной тулуп», но затем последовали ошибки во вращениях и последовательности спиралей. В произвольной программе Ким воспряла, выиграв её со 130,49 баллами. Она удачно выполнила каскад «тройной лутц — тройной тулуп», тройной флип, каскады: «двойной аксель — двойной тулуп — двойной риттбергер» и «двойной аксель — тройной тулуп», тройной лутц, но ошиблась на тройном сальхове и двойном акселе. Ким Ён А выиграла серебряную медаль, набрав в итоге 190,79 баллов.

##### Зимние Олимпийские игры 2010 года
В феврале 2010 года Ким Ён А выступала на зимних Олимпийских играх, проходивших в Ванкувере. Перед началом соревнований она считалась самой вероятной претенденткой на победу.
23 февраля в короткой программе исполнила каскад «тройной лутц — тройной тулуп», а также тройной флип и двойной аксель. Все её спирали и вращения были оценены на четвёртый уровень сложности. Получив 44,70 за технические элементы, что оказалось наивысшей оценкой в данном виде соревнований, и 33,80 за компоненты, Ким набрала 78,50 баллов, установила новый рекорд по сумме баллов в короткой программе и заняла первое место, на 4,72 опередив Мао Асаду.
25 февраля она выиграла произвольную программу, набрав 150,06 баллов и на 18,34 опередив Асаду, которая заняла второе место и в этом виде соревнований. Ким исполнила каскад «тройной лутц — тройной тулуп», тройной флип, каскад «двойной аксель — двойной тулуп — двойной риттбергер», каскад «двойной аксель — тройной тулуп», тройной сальхов, тройной лутц и двойной аксель, а также получила четвёртый уровень сложности на все свои спирали и вращения. Благодаря своей грации и музыкальной выразительности она получила наивысшие оценки: 78,30 за элементы и 71,76 за компоненты. Она была единственной участницей, получившей девятки за некоторые из своих компонентов. Ким установила новый мировой рекорд в оценке за произвольную программу. Набрав в итоге 228,56 баллов, Ён А установила ещё один мировой рекорд, на 18 превзойдя предыдущий. Она получила золотую медаль, став первой представительницей Республики Корея, выигравшей какую-либо Олимпийскую медаль в фигурном катании.
Оценки за короткую и произвольную программы, а также сумма баллов, которые Ким Ён А получила на этих Олимпийских играх, оказались самыми большими в истории и были автоматически зарегистрированы в Книге рекордов Гиннесса. После завершения Олимпиады такие важные персоны, как Жак Рогге и Хиллари Клинтон, выразили восхищение её выступлением.

#### Сезон 2010—2011
Ким была заявлена в Гран-при на китайский и российский этапы. Однако она решила пропустить эти соревнования, сосредоточившись на чемпионате мира. Заняв там первое место в короткой программе и второе в произвольной, она выиграла серебряную медаль, набрав в сумме 194,50 балла и на 1,29 уступив Мики Андо. Потом Ён А заявила, что может пропустить следующую серию Гран-при из-за своей работы по продвижению заявки Республики Корея на право стать хозяйкой зимних Олимпийских игр 2018 года. В мае она дала интервью сайту «Around the Rings», в котором рассказала как проведение Олимпиады в Пхёнчхане может вдохновить молодых корейских спортсменов.

##### Смена тренера
В августе 2010 года Ким Ён А и Брайан Орсер, тренировавший её на протяжении четырёх лет, разорвали свои отношения. Об их расколе публика впервые узнала из пресс-релиза Брайана. Журналисты назвали эту отставку «внезапной и неожиданной» и более не последовало никаких разъяснений. Орсер сделал это, потому что не хотел, чтобы она негативно сказалась на других его воспитанниках, среди которых были Адам Риппон и Кристина Гао. Риппон говорил в интервью, что они узнали о ситуации задолго до её обнародования и у них было достаточно времени, чтобы во всем разобраться: «Это не повлияло на тренерскую работу Брайана, и это определённо не повлияло на мои тренировки». Ким же опубликовала в сети сообщение, в котором обвинила Орсера во лжи. На своём официальном веб-сайте Ён А заявила, что их отношения с Орсером уже много месяцев были неловкими и двусмысленными, и что она в растерянности от его слов. Она также сказала, что это было её решение и его причины не стоит предавать огласке. После раскола Орсер дал несколько интервью относительно своей отставки. 25-го августа 2010 года он, без ведома Ким и её хореографа, сообщил прессе информацию о её программах на следующий сезон. Вскоре после этого Ён А покинула каток, на котором тренировалась под руководством Орсера и перебралась на «East West Ice Palace», принадлежащий семье Мишель Кван.
5 октября того же года новым тренером Ким Ён А стал Питер Оппегард.

#### Сезон 2011—2012
18 октября 2011 года Ким объявила, что пропустит данный сезон.

#### Сезон 2012—2013
|                                                                      |  |
| Ким Ён А в короткой и произвольной программе на чемпионате мира 2013 |  |

2 июля 2012 года Ким Ён А сообщила о своём намерении принять участие в соревнованиях данного сезона, чтобы принять участие в Олимпиаде в Сочи. Ён А приняла решение уйти от своего тренера Питера Оппегарда и начала сотрудничать с корейскими тренерами Син Хесук и Рю Чонхён у которых она тренировалась в детстве. Первым соревнованием в сезоне и первой победой стало золото 2012 NRW Trophy, прошедший в Дортмунде (Германия) с 5 по 9 декабря 2012 года, с результатами 72.27 + 129.34 баллов.
На чемпионате мира Ён А заняла первое место в короткой программе с результатом 69.97 баллов, опередив Каролину Костнер из Италии на 3.11 балла, затем она так же выиграла и произвольную программу, получив 148.34. Итоговая сумма в 218.31 позволила Ким выиграть чемпионат мира, более чем на 20 баллов опередив ближайшую соперницу.

#### Сезон 2013—2014
На зимних Олимпийских Играх в Сочи 19 февраля Ким Ён А заняла первое место в короткой программе с результатом 74,92 баллов, опередив Аделину Сотникову и Каролину Костнер с разницей менее одного балла. В произвольной программе Ким уступила Аделине Сотниковой, в итоге заняв второе место, набрав в сумме 219,11 баллов.
Сразу же после окончания соревнования возникли высказывания экспертов и поклонников Ким о «партизанском судействе» начиная с короткой программы: небольшом приуменьшении оценок Ким и прибавлении оценок россиянкам. Открытая петиция фанатов и сочувствующих Ким набрала более 2 млн человек.
В мае 2014 года официально объявила о завершении любительской карьеры.
В конце 2016 года итальянская спортивная газета La Gazzetta dello Sport сообщила, что олимпийская чемпионка Сочи-2014 россиянка Аделина Сотникова может оказаться в центре допингового скандала, который разгорелся с новой силой после публикации второй части доклада независимого эксперта ВАДА Ричарда Макларена. По информации источника итальянского издания, с пробой фигуристки могли быть произведены манипуляции. При этом отмечается, что речь не идёт о положительной допинг-пробе или замене пробирки. В случае лишения россиянки золотой медали титул победительницы Игр в Сочи будет передан занявшей итоговое второе место Ё-На Ким, которая станет двукратным олимпийским чемпионом.

## Личная жизнь
25 июля 2022 года, управляющая компания Ким Ён А объявила, что Ким обручится с солистом корейского бойз-бэнда Forestella Ко Уримом. 22 октября 2022 года Ким Ён А и Ко Урим официально стали мужем и женой.

## Техника катания
В десять лет Ким Ён А впервые успешно выполнила тройной прыжок, а в двенадцать уже использовала в своих программах пять разных тройных. На чемпионате мира среди юниоров 2005 года она впервые исполнила комбинацию из двух тройных прыжков. Ей было всего четырнадцать лет.
В течение своей карьеры Ким выполняла на соревнованиях три различных каскада из тройных прыжков: «тройной лутц — тройной тулуп», «тройной флип — тройной тулуп» и «тройной тулуп — тройной тулуп». А также каскад «тройной лутц — двойной тулуп — двойной риттбергер». Надбавка за уровень исполнения её прыжков достигала +2.20, а +2.00 она получала за последовательности спиралей, дорожки шагов и вращения.
Одним из самых известных элементов, исполняемых Ким с 2004 года, является либела со свешенной ногой. Несмотря на то, что она не первая исполнительница данного элемента, его всё чаще называют «вращением Ён А» или «либелой Ён А».
Другим её «фирменным» элементом является бауэр, который предшествует двойному акселю одного из каскадов: «двойной аксель — тройной тулуп» или «двойной аксель — двойной тулуп — двойной риттбергер».
Прославилась благодаря техническим навыкам, зрелому артистизму, изяществу и за блестящее исполнение прыжков на высокой скорости. Её каскад «тройной лутц — тройной тулуп» стал знаменит из-за своей высокой оценки.

## Публичная жизнь
Среди официальных спонсоров Ким Ён А есть такие компании, как: «Kookmin Bank», «Nike», «Korean Air», «Hyundai» и «Samsung». Ей также оказывают поддержку: «Anycall» (мобильные телефоны), «Hauzen» (кондиционеры), «Lac Vert» (косметика), «Maeil Dairies Co. Ltd» (молочные продукты), «Saffron» (смягчители для ткани), «Tous Les Jours» (пекарня), «J. Estina» (ювелирные изделия) и «Qua» (одежда). Музыка для её выступлений и другие любимые треки собраны в альбоме «Yuna Kim ~ Fairy On ICE ~ Skating Music» («Universal Music» Корея, 2008). В апреле 2022 года Ён А посетила показ Dior Fall 2022 в Женском университете Ихва в Республике Корея, где она была объявлена новым послом дома, вместе с Пэ Су Джи и Ким Джису.
В 2008—2010 годах Ким возглавляла ледовое шоу «Festa on Ice», которое проводило её бывшее агентство «IB Sports». В 2009 году это же агентство сделало ещё одно шоу «Ice All Stars», которое прошло в Сеуле 14-16 августа. В нём приняла участие Мишель Кван, являющаяся кумиром Ён А и имеющая больше всего наград по фигурному катанию в американской истории.
В апреле 2010 года Ён А покинула «IB Sports» и при поддержке матери основала своё собственное агентство «All That Sports Corp.» (AT Sports). Они организовали шоу «All That Skate».

### Благотворительность
Спортсменка уделяет много времени благотворительности. Неоднократно жертвовала огромные суммы на помощь пострадавшим.

## Рекорды и достижения
- Бывшая рекордсменка мира по общей сумме баллов. Ким Ён А устанавливала рекорд по общей сумме баллов три раза и являлась рекордсменкой в этом виде с 28 марта 2009 по 27 января 2017 года.
- Бывшая рекордсменка мира в короткой программе. Устанавливала рекорд в короткой программе 5 раз и удерживала рекорд самое продолжительное время с 23 марта 2007 по 27 марта 2014 года.
- Бывшая рекордсменка мира в произвольной программе. Устанавливала рекорд 3 раза и удерживала его самое продолжительное время с 24 ноября 2007 по 2 апреля 2016 года.
- Первая фигуристка, которая всегда поднималась на подиум в соревнованиях по новой системе ISU.
- Первая фигуристка, которая выиграла золото во всех главных стартах ISU («Большой шлем»), включая чемпионат мира среди юниоров, финал Гран-при среди юниоров, чемпионат четырёх континентов, чемпионат мира, этапы и финал Гран-при, Олимпийские игры.
- Первая фигуристка, преодолевшая рубеж в 200, 210, 220 баллов по общей сумме на соревнованиях ISU.
- Первая фигуристка, преодолевшая рубеж в 140 и 150 баллов за произвольную программу.
- Первая фигуристка, преодолевшая рубеж в 75 баллов за короткую программу.

### Мировые рекорды
За свою карьеру Ким Ён А установила 13 мировых рекордов.
| Рекорды по сумме двух программ                 | Рекорды по сумме двух программ | Рекорды по сумме двух программ     | Рекорды по сумме двух программ                                                                                  |
| Дата                                           | Баллы                          | Соревнование                       | Примечание |
| ---------------------------------------------- | ------------------------------ | ---------------------------------- | --- |
| 25 февраля 2010 г.                             | 228,56                         | Зимние Олимпийские игры 2010       | Первая фигуристка, набравшая больше 220 баллов. Рекорд превзойдён Евгенией Медведевой 27 января 2017 года.      |
| 17 октября 2009 г.                             | 210,03                         | Trophée Eric Bompard 2009          | Первая фигуристка, набравшая больше 210 баллов.                                                                 |
| 28 марта 2009 г.                               | 207,71                         | Чемпионат мира 2009                | Первая фигуристка, которая набрала больше 200 баллов.                                                           |
| Рекорды в произвольной программе               |                                |                                    | |
| Дата                                           | Баллы                          | Соревнование                       | Примечание |
| 25 февраля 2010 г.                             | 150,06                         | Зимние Олимпийские игры 2010       | Первая фигуристка, которая набрала больше 150 баллов. Рекорд превзойдён Евгенией Медведевой 2 апреля 2016 года. |
| 17 октября 2009 г.                             | 133,95                         | Trophée Eric Bompard 2009          | |
| 24 ноября 2007 г.                              | 133,70                         | Cup of Russia 2007                 | |
| Рекорды в короткой программе                   |                                |                                    | |
| Дата                                           | Баллы                          | Соревнование                       | Примечание |
| 23 февраля 2010 г.                             | 78,50                          | Зимние Олимпийские игры 2010       | Рекорд превзойдён Мао Асадой 27 марта 2014 года.                                                                |
| 14 ноября 2009 г.                              | 76,28                          | Skate America 2009                 | |
| 27 марта 2009 г.                               | 76,12                          | Чемпионат мира 2009                | Первая фигуристка, набравшая больше 75 баллов.                                                                  |
| 4 февраля 2009 г.                              | 72,24                          | Чемпионат четырех континентов 2009 | |
| 23 марта 2007 г.                               | 71,95                          | Чемпионат мира 2007                | |
| Рекорды в произвольной программе среди юниорок |                                |                                    | |
| Дата                                           | Баллы                          | Соревнование                       | Примечание |
| 4 сентября 2004 г.                             | 101,32                         | Этап юниорского Гран-при 2004      | Рекорд превзойдён Мао Асадой 5 декабря 2004 года.                                                               |
| Рекорды в короткой программе среди юниорок     |                                |                                    | |
| Дата                                           | Баллы                          | Соревнование                       | Примечание |
| 11 марта 2006 г.                               | 60,86                          | Чемпионат мира среди юниоров 2006  | Рекорд превзойдён Кэролайн Чжан 1 марта 2008 года.                                                              |

## Разное
- В конце 2008 года автомобильная компания Hyundai Motor стала официальным спонсором фигуристки. Это решение было принято компанией в целях популяризации зимних видов спорта в Республике Корея и повышения узнаваемости своей марки. Соглашение заключено на два года, до декабря 2010[84].
- В 2009 году, компания Samsung, на выставке World IT Show 2009 представила новый мобильный телефон посвященный Ким Ён А — Samsung Yuna’s Haptic. Фигуристка, которая очень популярна в Корее, принимала участие в разработке аппарата[85].
- В 2010 году Ким Ён А вошла в группу 24 корейских спортсменов, которым доверили продвигать заявку Пхёнчхана на право проведения зимней Олимпиады 2018 года[86].
- В 2010 году Ким Ён А вошла в десятку самых высокооплачиваемых спортсменок мира по рейтингу журнала Forbes. Она заняла пятую строчку рейтинга с доходом 9,7 миллионов долларов. Основные доходы получены от рекламных контрактов с компаниями Hyundai, Nike и Samsung Electronics[87].

### Государственные награды
- Орден «За спортивные заслуги» 1 класса Республики Корея — орден Синего дракона (15 октября 2016)[88]

## Программы
| Сезон     | Короткая программа                                                                                      | Произвольная программа                                                                                                 | Показательные |
| --------- | --- | --- | --- |
| 2013—2014 | Send in the Clowns Стивен Сондхайм хореограф Дэвид Уилсон                                               | Adiós Nonino Астор Пьяццолла хореограф Дэвид Уилсон                                                                    | Imagine Джон Леннон исполнила Аврил Лавин хореограф Дэвид Уилсон |
| 2012—2013 | Поцелуй вампира Джеймс Бернар хореограф Дэвид Уилсон                                                    | Отверженные Клод-Мишель Шёнберг хореограф Дэвид Уилсон                                                                 | All of Me Майкл Бубле хореограф Дэвид Уилсон |
| 2011—2012 | Не участвовала в соревнованиях                                                                          | Не участвовала в соревнованиях                                                                                         | All of Me Майкл Бубле хореограф Дэвид Уилсон Someone Like You Адель хореограф Дэвид Уилсон Fever Бейонсе хореограф Дэвид Уилсон                                                                 |
| 2010—2011 | Жизель Адольф Шарль Адан хореограф Дэвид Уилсон                                                         | Homage to Korea народная корейская музыка включая Ариран хореограф Дэвид Уилсон                                        | Bulletproof La Roux хореограф Дэвид Уилсон |
| 2009—2010 | James Bond Medley Монти Норман, Джон Барри и Дэвид Арнольд хореограф Дэвид Уилсон                       | Концерт для фортепиано с оркестром F-dur Джордж Гершвин хореограф Дэвид Уилсон                                         | Méditation из оперы «Таис» Жюль Массне хореограф Дэвид Уилсон Don’t Stop the Music Рианна хореограф Сандра Безик                                                                                |
| 2008—2009 | Danse Macabre Камиль Сен-Санс исполнил Джил Шахам хореограф Дэвид Уилсон                                | Шехеразада Николай Римский-Корсаков хореограф Дэвид Уилсон                                                             | Gold из мюзикла «Camille Claudel» Линда Эдер хореограф Дэвид Уилсон Only Hope из фильма «Спеши любить» Мэнди Мур хореограф Дэвид Уилсон                                                         |
| 2007—2008 | Летучая мышь Иоганн Штраус (сын) хореограф Дэвид Уилсон                                                 | Miss Saigon Клод-Мишель Шонберг хореограф Дэвид Уилсон                                                                 | Only Hope из фильма «Спеши любить» Мэнди Мур хореограф Дэвид Уилсон Once Upon a Dream из мюзикла «Джекилл и Хайд» Линда Эдер хореограф Дэвид Уилсон Just a Girl No Doubt хореограф Дэвид Уилсон |
| 2006—2007 | El Tango de Roxanne из фильма «Мулен Руж!» Мариано Морес Despertar Астор Пьяццолла хореограф Том Диксон | The Lark Ascending Ральф Воан-Уильямс хореограф Дэвид Уилсон                                                           | Reflection из мультфильма «Мулан» Кристина Агилера хореограф Брайан Орсер |
| 2005—2006 | El Tango de Roxanne из фильма «Мулен Руж!» Мариано Морес Despertar Астор Пьяццолла хореограф Том Диксон | Papa, Can You Hear Me? из фильма «Йентл» Мишель Легран исполнил Ицхак Перлман хореограф Джеффри Баттл и Джейден Фуллен | One Day I’ll Fly Away из фильма «Мулен Руж!» Николь Кидман хореограф Se-Yeol Kim и Ким Ён А |
| 2004—2005 | Метель Георгий Свиридов хореограф Катарина Линдгрен                                                     | Papa, Can You Hear Me? из фильма «Йентл» Мишель Легран исполнил Ицхак Перлман хореограф Джеффри Баттл и Джейден Фуллен | Ben Майкл Джексон хореограф Chi Hyun-Jung и Ким Ён А |
| 2003—2004 | Метель Георгий Свиридов хореограф Катарина Линдгрен                                                     | Кармен Жорж Бизе хореограф Катарина Линдгрен                                                                           | |
| 2002—2003 | Канкан Жак Оффенбах хореограф Катарина Линдгрен                                                         | Кармен Жорж Бизе хореограф Катарина Линдгрен                                                                           | |
| 2001—2002 | Канкан Жак Оффенбах хореограф Катарина Линдгрен                                                         | Карнавал животных Камиль Сен-Санс хореограф Garnet                                                                     | |

## Спортивные достижения

### после 2006 года
| Соревнования/Сезоны                  | 06/07 | 07/08 | 08/09 | 09/10 | 10/11 | 12/13 | 13/14 |
| ------------------------------------ | ----- | ----- | ----- | ----- | ----- | ----- | ----- |
| Зимние Олимпийские игры              |       |       |       | 1     |       |       | 2     |
| Чемпионаты мира                      | 3     | 3     | 1     | 2     | 2     | 1     |       |
| Чемпионат четырёх континентов        |       |       | 1     |       |       |       |       |
| Чемпионат Республики Корея           |       |       |       |       |       | 1     | 1     |
| Финал Гран-при                       | 1     | 1     | 2     | 1     |       |       |       |
| Этапы Гран-при: Cup of China         |       | 1     | 1     |       |       |       |       |
| Этапы Гран-при: Skate America        |       |       | 1     | 1     |       |       |       |
| Этапы Гран-при: Cup of Russia        |       | 1     |       |       |       |       |       |
| Этапы Гран-при: Trophée Eric Bompard | 1     |       |       | 1     |       |       |       |
| Этапы Гран-при: Skate Canada         | 3     |       |       |       |       |       |       |
| Gold Spin of Zagreb                  |       |       |       |       |       |       | 1     |
| NRW Trophy                           |       |       |       |       |       | 1     |       |

### до 2006 года
| Соревнования/Сезоны                        | 01/02 | 02/03 | 03/04 | 04/05 | 05/06 |
| ------------------------------------------ | ----- | ----- | ----- | ----- | ----- |
| Чемпионаты мира среди юниоров              |       |       |       | 2     | 1     |
| Чемпионаты Южной Кореи                     | 1J.   | 1     | 1     | 1     | 1     |
| Финалы Гран-при среди юниоров              |       |       |       | 2     | 1     |
| Гран-при среди юниоров, Болгария           |       |       |       |       | 1     |
| Гран-при среди юниоров, Словакия           |       |       |       |       | 1     |
| Гран-при среди юниоров, Китай              |       |       |       | 2     |       |
| Гран-при среди юниоров, Венгрия            |       |       |       | 1     |       |
| «Золотой медведь Загреба»                  |       |       | 1 N.  |       |       |
| Triglav Trophy                             | 1 N.  |       |       |       |       |
| N — детский уровень; J — юниорский уровень |       |       |       |       |       |